# Потенца (река)
Поте́нца (итал. Potenza) — река в центральной Италии, течёт по территории провинции Мачерата области Марке. Её длина составляет около 95 км. Бассейн реки вытянут с юго-запада на северо-восток, параллельно бассейнам соседних водотоков, имеет 80 км в длину и около 10 в ширину и обладает приблизительной площадью 775 км². Годовой объём твёрдого стока реки составляет 0,5 миллиона тонн.
Исток Потенцы находится в Умбро-Маркских Апеннинах. Изначально устремляясь на запад, вскоре река совершает резкий разворот и далее течёт на северо-восток, впадая в Адриатическое море на территории коммуны Порто-Реканати.